# Liste des engagements militaires lors de la guerre de Gaza depuis 2023
Cet article présente une liste d'engagements notables de la guerre de Gaza depuis 2023, englobant les engagements terrestres, navals et aériens, couvrant les événements ayant eu lieu ou commencés lors de l'attaque du Hamas contre Israël le 7 octobre 2023, la déclaration de guerre d'Israël le 8 octobre, la mise en place du blocus israélien de la bande de Gaza et les opérations terrestres dans la bande de Gaza.

## Engagements majeurs

### Campagnes
| Opération                                              | Lieu                                                              | Date de début    | Date de fin    | Belligérants | Belligérants                                             | Belligérants   | Résultat      |
| ------------------------------------------------------ | ----------------------------------------------------------------- | ---------------- | -------------- | ------------ | -------------------------------------------------------- | -------------- | ------------- |
| Attaque du Hamas contre Israël                         | District sud                                                      | 7 octobre 2023   | 9 octobre 2023 | Israël       | À revendiqué les attaques : Hamas JIP FPLP FDLP          |                | Non concluant |
| Affrontements frontaliers entre Israël et le Hezbollah | Fermes de Chebaa, plateau du Golan, sud du Liban et nord d'Israël | 8 octobre 2023   |                | Israël       | Hezbollah                                                |                | En cours      |
| Incursions israéliennes en Cisjordanie                 | Cisjordanie                                                       | 11 octobre 2023  |                | Israël       | Hamas JIP FPLP                                           |                | En cours      |
| Crise de la mer Rouge                                  | Mer Rouge                                                         | 19 octobre 2023  |                | Israël       | Houthis                                                  |                | En cours      |
| Invasion israélienne de la bande de Gaza               | Bande de Gaza                                                     | 27 octobre 2023  | En cours       | Israël       | Hamas JIP Comité de résistance populaire FPLP FDLP Fatah | Jaysh al-Ummah | En cours      |
| Opération Gardien de la prospérité                     | Mer Rouge                                                         | 18 décembre 2023 |                | US Navy      | Houthis                                                  |                | En cours      |

1. ↑  et d'autres

### Engagements militaires
| Engagement                                             | Lieu                                                              | Date de début     | Date de fin      | Forces israéliennes                     | Belligérants opposés | Résultat              |
| ------------------------------------------------------ | ----------------------------------------------------------------- | ----------------- | ---------------- | --------------------------------------- | --- | --------------------- |
| Bataille de Réïm                                       | Réïm, District sud                                                | 7 octobre 2023    | 7 octobre 2023   | Israël                                  | Brigades Izz al-Din al-Qassam | Victoire israélienne  |
| Bataille de Sdérot                                     | Sdérot, District sud                                              | 7 octobre 2023    | 8 octobre 2023   | Israël                                  | Brigades Izz al-Din al-Qassam | Victoire israélienne  |
| Bataille de Sufa                                       | Sufa, District sud                                                | 7 octobre 2023    | 7 octobre 2023   | Israël                                  | Brigades Izz al-Din al-Qassam | Victoire israélienne  |
| Bataille de Zikim                                      | Zikim, District sud                                               | 7 octobre 2023    | 7 octobre 2023   | Israël                                  | Brigades Izz al-Din al-Qassam | Victoire israélienne, |
| Affrontements frontaliers entre Israël et le Hezbollah | Fermes de Chebaa, Plateau du Golan, sud du Liban et nord d'Israël | 8 octobre 2023    |                  | Israël                                  | Hezbollah | En cours              |
| Blocus de la bande de Gaza                             | Bande de Gaza                                                     | 9 octobre 2023    |                  | Israël                                  | Population entière de la bande de Gaza | En cours              |
| Bataille de Beit Hanoun                                | Beit Hanoun, Bande de Gaza                                        | 28 octobre 2023   | 24 décembre 2023 | Tsahal - 252e division, - Brigade Harel | Bataillon Beit Hanoun Brigades Al-Qods | Non concluant         |
| Siège de Gaza                                          | Gaza, Bande de Gaza                                               | 2 novembre 2023   |                  | Israël                                  | Brigades Izz al-Din al-Qassam Brigades Al-Qods Brigades d'Abou Ali Moustapha Brigades de résistance nationale Brigades Al-Nasser Salah al-Din                                | En cours              |
| Bataille de Jabaliya (en)                              | Jabaliya, Bande de Gaza                                           | 8 novembre 2023   |                  | Forces terrestres israéliennes          | Brigades d'Abou Ali Moustapha | En cours              |
| Bataille de Khan Younès                                | Khan Younès, Bande de Gaza                                        | 1er décembre 2023 | 7 avril 2024     | Israël                                  | Brigades Izz al-Din al-Qassam Brigades Al-Qods Brigades d'Abou Ali Moustapha Brigades de résistance nationale Brigades Al-Nasser Salah al-Din Brigades des martyrs d'Al-Aqsa | Non concluant         |
| Embuscade de Shuja'iyya                                | Shuja'iyya, Bande de Gaza                                         | 13 décembre 2023  | 13 décembre 2023 | Israël                                  | Brigades Izz al-Din al-Qassam | Victoire du Hamas     |
| Offensive sur Rafah                                    | Rafah, Bande de Gaza                                              | 6 mai 2024        |                  | Israël                                  | Brigades Izz al-Din al-Qassam | En cours              |

1. ↑  De sévères restrictions étaient déjà en cours sur la circulation des biens et des personnes à travers la frontière avec Gaza, mais le 9 octobre, Israël a bloqué l'entrée de toute nourriture, carburant et autres biens essentiels.

## Massacres et prises d'otages
| 275+ 98+ 43+ 28+ 23+ 12+ 16+ 13+ 9+ 6+ 5+ 4+ 3+ |

Tôt le matin du 7 octobre 2023, environ 3 000 militants, du Hamas, du Jihad islamique palestinien, du FPLP et du FDLP franchissent la clôture de Gaza et attaquent plusieurs endroits dans le sud d'Israël,. À la suite de ces événements, Tsahal bloque, bombarde puis envahi la bande de Gaza.

Répartition géographique des principales communautés ethnoculturelles du district Sud en 2008.

### Tableau des massacres
(Pour les événements faisant de nombreuses victimes causés par les frappes aériennes — voir ci-dessous)   
| Attaquant | Attaque                                      | Lieu                               | Lieu                           | Lieu                    | Décès         | Décès        | Décès                | Otages                             | Date                     | Date             |
| Attaquant | Attaque                                      | Type                               | Localité                       | Pop.                    | Total         | Civils       | Militaires           | Otages                             | De début                 | De découverte    |
| --- | -------------------------------------------- | ---------------------------------- | ------------------------------ | ----------------------- | ------------- | ------------ | -------------------- | ---------------------------------- | ------------------------ | ---------------- |
| Hamas + membres de factions alliées dans des lieux indéterminés Jihad islamique palestinien Front populaire de libération de la Palestine Front démocratique pour la libération de la Palestine | Massacre du festival de musique de Réïm      | Événement public                   | Vers Réïm                      | ~3 500 ce jour          | Au moins 364, |              |                      | 40 capturés                        | 7 octobre 2023           |                  |
| Hamas + membres de factions alliées dans des lieux indéterminés Jihad islamique palestinien Front populaire de libération de la Palestine Front démocratique pour la libération de la Palestine | Massacre de Be'eri                           | Kibboutz                           | Be'eri                         | 1 047                   | Au moins 130  |              |                      |                                    | 7 octobre 2023           |                  |
| Hamas + membres de factions alliées dans des lieux indéterminés Jihad islamique palestinien Front populaire de libération de la Palestine Front démocratique pour la libération de la Palestine | Massacre de Nahal Oz                         | Tsahal                             | base d'observation de Nahal Oz | Au moins 24             | Au moins 15   | Aucun        | Au moins 15          | Au moins 7                         | 7 octobre 2023           |                  |
| Hamas + membres de factions alliées dans des lieux indéterminés Jihad islamique palestinien Front populaire de libération de la Palestine Front démocratique pour la libération de la Palestine | Massacre de Nahal Oz                         | Kibboutz                           | Nahal Oz                       | 471                     | Au moins 80   | Au moins 12  | Au moins 46          | Au moins 20 civils portés disparus | 7 octobre 2023           |                  |
| Hamas + membres de factions alliées dans des lieux indéterminés Jihad islamique palestinien Front populaire de libération de la Palestine Front démocratique pour la libération de la Palestine | Massacre de Nahal Oz                         | Total (mort ou capturé)            | Total (mort ou capturé)        | Total (mort ou capturé) | Au moins 100  | Au moins 12  | Au moins 61+ soldats | 7 à 30 otages                      |                          |                  |
| Hamas + membres de factions alliées dans des lieux indéterminés Jihad islamique palestinien Front populaire de libération de la Palestine Front démocratique pour la libération de la Palestine | Massacre de Kfar Aza                         | Kibboutz                           | Kfar Aza                       |                         | Au moins 52,  |              |                      |                                    | 7 octobre 2023           |                  |
| Hamas + membres de factions alliées dans des lieux indéterminés Jihad islamique palestinien Front populaire de libération de la Palestine Front démocratique pour la libération de la Palestine | Massacre de Zikim                            | Lieu public                        | Zikim                          | (ville)                 | Au moins 35   |              |                      |                                    | 7 octobre 2023           |                  |
| Hamas + membres de factions alliées dans des lieux indéterminés Jihad islamique palestinien Front populaire de libération de la Palestine Front démocratique pour la libération de la Palestine | Massacre de Nir Oz                           | Kibboutz                           | Nir Oz                         | 393                     | Au moins 27   |              |                      |                                    | 7 octobre 2023 à 09 h 45 |                  |
| Hamas + membres de factions alliées dans des lieux indéterminés Jihad islamique palestinien Front populaire de libération de la Palestine Front démocratique pour la libération de la Palestine | Massacre de Netiv HaAsara                    | Moshav                             | Netiv HaAsara                  | Au moins 21,            |               |              |                      |                                    | 7 octobre 2023           |                  |
| Hamas + membres de factions alliées dans des lieux indéterminés Jihad islamique palestinien Front populaire de libération de la Palestine Front démocratique pour la libération de la Palestine | Massacre d'Alumim                            | Kibboutz                           | Alumim                         | 531                     | Au moins 19,  |              |                      |                                    | 7 octobre 2023           |                  |
| Hamas + membres de factions alliées dans des lieux indéterminés Jihad islamique palestinien Front populaire de libération de la Palestine Front démocratique pour la libération de la Palestine | Massacre de Kissoufim                        | Kibboutz                           | Kissoufim                      | 292                     | Au moins 16,  |              |                      |                                    | 7 octobre 2023           |                  |
| Hamas + membres de factions alliées dans des lieux indéterminés Jihad islamique palestinien Front populaire de libération de la Palestine Front démocratique pour la libération de la Palestine | Massacre des retraités de Sdérot             | Lieu public                        | Sdérot                         | 30 553                  | 15            |              |                      |                                    | 7 octobre 2023           |                  |
| Hamas + membres de factions alliées dans des lieux indéterminés Jihad islamique palestinien Front populaire de libération de la Palestine Front démocratique pour la libération de la Palestine | Poste de police                              |                                    | Sdérot                         |                         |               |              |                      |                                    |                          |                  |
| Hamas + membres de factions alliées dans des lieux indéterminés Jihad islamique palestinien Front populaire de libération de la Palestine Front démocratique pour la libération de la Palestine | Massacre de Holit                            | Kibboutz                           | Holit (en)                     | 203                     | Au moins 13   |              |                      |                                    | 7 octobre 2023           |                  |
| Hamas + membres de factions alliées dans des lieux indéterminés Jihad islamique palestinien Front populaire de libération de la Palestine Front démocratique pour la libération de la Palestine | Massacre d'Ein Hashlosha                     | Kibboutz                           | Ein Hashlosha                  | 369                     | Au moins 5    |              |                      |                                    | 7 octobre 2023           |                  |
| Hamas + membres de factions alliées dans des lieux indéterminés Jihad islamique palestinien Front populaire de libération de la Palestine Front démocratique pour la libération de la Palestine | Massacre de Nirim                            | Kibboutz                           | Nirim                          | 407                     | Au moins 5,   |              |                      |                                    | 7 octobre 2023           |                  |
| Hamas + membres de factions alliées dans des lieux indéterminés Jihad islamique palestinien Front populaire de libération de la Palestine Front démocratique pour la libération de la Palestine | Massacre de Nir Yitzhak                      | Kibboutz                           | Nir Yitzhak                    | 649                     | Au moins 5    |              |                      |                                    | 7 octobre 2023           |                  |
| Forces terrestres israéliennes, | Massacre de l'école Shadia Abu Ghazala (en), | Refuge pour les familles déplacées | Bande de Gaza                  |                         | Une douzaine  | Une douzaine | Aucun signalé        | Tous les hommes                    | 12 décembre 2023         | 13 décembre 2023 |
| Forces terrestres israéliennes, | Massacre de la farine                        | Lieu public                        | Gaza                           |                         | Au moins 118  |              | Aucun signalé        |                                    | 29 février 2024          |                  |

1. ↑  Données démographiques de 2021, sauf indication contraire[21].
2. ↑  La plupart des zones civiles du côté israélien de la frontière avec Gaza disposaient d’équipes de sécurité volontaires légèrement armées[22].
3. ↑  Comprend la police en service, l'armée et d'autres forces de sécurité armées professionnelles. Les réservistes de Tsahal en congé ont été comptés comme des civils.
4. ↑  Les attaques du 7 octobre ont été planifiées par le Hamas et menées par leur branche militante, les brigades Izz al-Din al-Qassam, mais trois autres groupes ont également revendiqué ces attaques. Les 3 autres factions impliquées sont sunnites/panislamiques : les brigades Al-Qods, l'aile armée du Jihad islamique palestinien, et deux factions marxistes/nationalistes beaucoup plus petites, le FPLP et le FDLP. Après les attaques, le Jihad islamique palestinien (JIP) affirme détenir au moins 30 otages[23]. Un petit nombre d'otages, y compris les plus jeunes, n'ont été publiquement décrits que comme étant détenus par « d'autres groupes » - il peut s'agir du FPLP ou du FDLP.
5. ↑  Selon les estimations, 3 500 personnes auraient assisté au festival, mais ces chiffres varient[24]. Après l'attaque, des proches recherchant leurs proches disparus ont déclaré que plus d'un millier de personnes étaient présentes à l'événement au moment de l'attaque[25]. Certains participants au festival ont estimé qu'il y avait entre 3 000 et 4 000 personnes[25]. Un médecin d'urgence intervenu sur le massacre du festival a estimé la fréquentation à 3 000 personnes[26].
6. ↑  Il y a au moins deux autres soldats en service ce jour-là qui ont survécu[31].
7. ↑  dont la famille Bibas
8. ↑  Les roquettes ont été tiré à 06 h 30 et les militants sont entrés dans la maison des Bibas à 09 h 45
9. ↑  Selon des témoins, un certain nombre de personnes (dont des femmes, enfants et bébés) ont été exécutées par les forces israéliennes alors qu'elles s'abritaient à l'intérieur de l'école[49].
10. ↑  Des dizaines de corps ont été découverts, dont des enfants, abattus à bout portant. Des vidéos et des images obtenues par Al Jazeera le 13 décembre 2023 montrent des corps entassés à l'intérieur de l'école Shadia Abu Ghazala, dans la région d'al-Faluja, à l'ouest du camp de réfugiés de Jabaliya, dans le nord de la bande de Gaza. Selon des témoins, un certain nombre de personnes (dont des femmes, enfants et nouveau-nés) ont été exécutées par les forces israéliennes alors qu'elles s'abritaient à l'intérieur de l'école. « Les soldats israéliens ont exécuté ces familles innocentes à bout portant », ajoute une femme[49].
11. ↑  Les personnes déplacées s'étaient réfugiées à l'école.
12. ↑  dans la région d'al-Faluja, à l'ouest du camp de réfugiés de Jabaliya, dans le nord de la bande de Gaza[49].
13. ↑  majoritairement des femmes et des enfants[49].
14. ↑  « Les soldats israéliens sont entrés et ont ouvert le feu sur eux », a déclaré une femme présente sur les lieux. « Ils ont emmené tous les hommes, puis sont entrés dans les salles de classe et ont ouvert le feu sur une femme et tous les enfants qui l'accompagnaient ».
15. ↑  Les victimes auraient été tuées dans la nuit du mardi 12 décembre 2023, mais cela n'a pas pu être confirmé. Cela aurait pu être quelque temps plus tôt car les corps étaient déjà décomposés lors de leurs découvertes le 13 décembre 2023[48].

### Chronologie des prises d'otages
| Date             | Capture, libération ou décès                                                                                          | Otages ou prisonniers | Lieu             | Captifs de...                  | Captifs de...               | Captifs de...               | Autres parties impliquées            |
| Date             | Capture, libération ou décès                                                                                          | Otages ou prisonniers | Lieu             | Brigades Izz al-Din al-Qassam  | Brigades Al-Qods            | Autres groupes de Gaza      | Autres parties impliquées            |
| ---------------- | --- | --- | ---------------- | ------------------------------ | --------------------------- | --------------------------- | ------------------------------------ |
| 7 octobre 2023   | Capture des otages | Soldats israéliens Civils israéliens Citoyens américains Citoyens russes Ouvriers agricoles thaïlandais Travailleurs étrangers philippins | (voir ci-dessus) | Plus de 200 otages capturés    | Plus de 200 otages capturés | Plus de 200 otages capturés | Police israélienne Volontaires armés |
| 9 octobre 2023   | Les brigades al-Qassam ont menacé d'exécuter des otages si les maisons civiles sont bombardées « sans avertissement » | Soldats israéliens Civils israéliens Citoyens américains Citoyens russes Ouvriers agricoles thaïlandais Travailleurs étrangers philippins |                  | Déclaration publiée en anglais |                             |                             |                                      |
| 15 décembre 2023 | Meurtre de trois otages tenant un drapeau blanc par le Tsahal                                                         | Alon Shamriz Yotam Haïm Samer Talalka | Shuja'iyya       | 3                              |                             |                             | Forces de défense israéliennes       |

1. ↑  On suppose qu'il s'agit du FPLP ou du FDLP, mais des rumeurs indiquent qu'un petit nombre d'otages seraient détenus par des Gazaouis non affiliés.
2. ↑  version anglaise : « ...tout ciblage des maisons de nos civils sans défense sans avertissement préalable entraînera l'exécution d'un otage civil israélien sous notre garde, et cet événement sera diffusé publiquement ».

## Frappes aériennes et attaques à la roquette

### Attaques contestées
| Attaque                                                    | Date            | Responsable                        | Lieu                                 | Morts                                                          | Blessés                             |
| ---------------------------------------------------------- | --------------- | ---------------------------------- | ------------------------------------ | -------------------------------------------------------------- | ----------------------------------- |
| Attaques contre les Palestiniens évacuant la ville de Gaza | 13 octobre 2023 | Tsahal Hamas                       | Gaza                                 | Au moins 70                                                    | Au moins 200                        |
| Explosion à l'hôpital Al-Ahli Arabi                        | 18 octobre 2023 | Tsahal Jihad islamique palestinien | Hôpital Al-Ahli Arabi, Bande de Gaza | 100 à 300 (directeur du renseignement national des États-Unis) | 314 (ministère de la Santé de Gaza) |

### Frappes aériennes israéliennes
Israel est l’attaquant de la totalité des frappes de ce tableau.
| Attaque                                               | Date             | Lieu                                       | Total morts  | Total blessés | Morts militaires | Victimes désignées ou notables |
| ----------------------------------------------------- | ---------------- | ------------------------------------------ | ------------ | ------------- | ---------------- | ------------------------------ |
| Frappe aérienne contre le marché du camp de Jabaliya  | 9 octobre 2023   | Camp de Jabaliya                           | Au moins 203 | 147           | ?                |                                |
| Frappe aérienne contre le camp de réfugiés d'Al-Shati | 9 octobre 2023   | Camp d'Al-Shati                            | Au moins 15, | ?             | ?                |                                |
| Bombardement de la tour Hajji                         | 10 octobre 2023  | Tour Hajji à Gaza                          | Au moins 3,  | ?             | 0                |                                |
| Bombardement du camp de réfugiés de Jabaliya          | 12 octobre 2023  | Bâtiments résidentiels du camp de Jabaliya | Au moins 45  | Au moins 4    | ?                |                                |
| Attaque aérienne sur une école de l'UNRWA             | 17 octobre 2023  | École de l'UNRWA à Maghazi                 | 6            | ?             | ?                |                                |
| Bombardement de l'église Saint-Porphyre de Gaza       | 19 octobre 2023  | Église Saint-Porphyre de Gaza              | 18           | ?             | ?                |                                |
| Attaque du 31 octobre 2023 du camp de Jabaliya        | 31 octobre 2023  | Camp de Jabaliya                           | Au moins 195 | Au moins 777  | ?                |                                |
| Bombardement du convoi médical d'Al-Shifa             | 3 novembre 2023  | Hôpital Al-Shifa                           | 15           | 60            | ?                |                                |
| Bombardement de l'école Oussama ben Zaid              | 3 novembre 2023  | École Oussama ben Zaid                     | 20           | ?             | ?                |                                |
| Bombardement de l'école d'Al-Fakhoura                 | 4 novembre 2023  | Camp de Jabaliya                           | 15           | 70            | ?                |                                |
| Frappe aérienne contre le camp de réfugiés de Maghazi | 4 novembre 2023  | Maghazi                                    | Au moins 40  | ?             | ?                |                                |
| Bombardement de l'école Al-Buraq                      | 9 novembre 2023  | École Al-Buraq                             | Au moins 50  | ?             | ?                |                                |
| Bombardement de la mosquée de Sabra (en)              | 15 novembre 2023 | Mosquée de Sabra                           | Au moins 50  | ?             | ?                |                                |
| Bombardement de l'école Al-Falah (en)                 | 17 novembre 2023 | École Al-Falah                             | Au moins 20  | 100           | ?                |                                |
| Bombardement de l'école Abou Hussein (en)             | 23 novembre 2023 | École Abou Hussein                         | Au moins 27  | ?             | ?                |                                |
| Bombardement de l'école Ma'an                         | 5 décembre 2023  | École Ma'an                                | Au moins 25  | ?             | ?                |                                |
| Bombardement de l'école Haïfa                         | 15 décembre 2023 | École Haïfa                                | Au moins 20  | ?             | ?                |                                |
| Assassinat de Saleh al-Arouri                         | 2 janvier 2024   | Banlieue sud de Beyrouth, Liban            | 7            | 0             | 7                | Saleh al-Arouri                |

1. ↑  Le 12 octobre, une seconde frappe aérienne sur le camp de Jabaliya touche un immeuble résidentiel, détruisant plusieurs appartements et tuant les membres de deux familles[61].
2. ↑  Certains s'y étaient réfugiés après avoir été déplacés de Beit Hanoun[62],[63].
3. ↑  Il y a eu 195 personnes tuées[65] selon le ministère de la Santé de Gaza, dont le décompte global des victimes ne montre aucun signe d'inflation[66] ou de falsification[67] et semble donc être un décompte [à minima] fiable. L'hôpital indonésien de Gaza a également signalé que des "centaines de personnes" avaient été tuées ou blessées[68],[69].
4. ↑  Le ministère de la Santé de Gaza a fait état de plus de 777 blessés[65] L'hôpital indonésien de Gaza a signalé "des centaines" de tués ou blessés[68],[69].

### Attaques à longue distance contre Israël

#### Campagnes d'attaques à longue distance contre Israël
| Attaque                                                              | Date                      | Attaquant | Armes                | Cible |
| -------------------------------------------------------------------- | ------------------------- | --- | -------------------- | --- |
| Tir de roquettes sur Israël d'octobre 2023                           | 7 octobre 2023            | Hamas | Roquettes et drones  | De nombreuses localités civiles et militaires en Israël, principalement à proximité de la bande de Gaza. |
| Attaques d'Israël à la roquette par les Palestiniens                 | Depuis le 8 octobre 2023  | Hamas Jihad islamique palestinien Front populaire de libération de la Palestine Front démocratique pour la libération de la Palestine | Roquettes            | Israël                                                                                                   |
| Attaques aériennes depuis le Liban sur Israël et le plateau du Golan | Depuis le 8 octobre 2023  | Hezbollah Hamas Jihad islamique palestinien Front populaire de libération de la Palestine                                             | Attaques aériennes   | Israël et le plateau du Golan                                                                            |
| Attaques de missiles et de drones Houthis contre Israël              | Depuis le 19 octobre 2023 | Houthis | Missile balistique   | Eilat, Israël                                                                                            |
| Attaque de drones de Taba et Nuweiba                                 | 27 octobre 2023           | Houthis | Drones               | Très probablement Israël, a touché Taba et Nuweiba, en Égypte                                            |
| Frappe de missile irakien sur Haïfa                                  | 7 janvier 2024            | Résistance islamique en Irak | Missile de croisière | Haïfa, Israël                                                                                            |

1. ↑  Des informations font également état d'attaques perpétrées par des groupes beaucoup plus petits, tels que le mouvement des moudjahidines palestiniens[71].